# Симиганч (река)
Симиганч (тадж. Симиганҷ) — река, протекающая по территории Вахдатского района Районов республиканского подчинения Таджикистана. Правый приток реки Кафирниган.
Длина — 27 км. Площадь водосбора — 106 км². Количество рек протяжённостью менее 10 км расположенных в бассейне Симиганч — 37, их общая длина составляет 66 км.
Река в основном течёт в южном направлении. На реке расположены населённые пункты Дара, Сарганор, Хайтали, Якаталь и Симиганч, входящие в состав Симиганчского сельсовета (джамоат) , а также сейсмическая станция «Симиганч».